# Donald Baxter MacMillan
Donald Baxter MacMillan (ur. 10 listopada 1874 w Provincetown w stanie Massachusetts, zm. 7 września 1970 tamże) – amerykański żeglarz, podróżnik i badacz polarny. W czasie swej 46-letniej kariery eksploracyjnej odbył ponad 30 wypraw do Arktyki. Był pionierem wykorzystania w podboju regionów polarnych samolotu, radia i w ogóle urządzeń elektrycznych. Wykonał tysiące fotografii i nakręcił wiele filmów przedstawiających przyrodę Arktyki i zamieszkujących ją ludzi. Sporządził pierwszy słownik języka Inuktitut.

## Życiorys
W 1898 r. ukończył studia w zakresie geologii w Bowdoin College w Brunswick w stanie Maine. W latach 1903–1908 wykładał w Worcester Academy. W 1908 r. uczestniczył w wyprawie Roberta E. Peary'ego na Biegun Północny. Następne kilka lat spędził na półwyspie Labradorskim, prowadząc studia etnologiczne dotyczące ludów Innu i Inuit. W 1913 r. zorganizował i poprowadził Crocker Land Expedition – nieszczęśliwą wyprawę na północne krańce Grenlandii w poszukiwaniu mitycznej Ziemi Crockera. Zaginioną ekspedycję odnalazł dopiero 4 lata później kapitan Robert A. Bartlett na statku „The Neptune”.

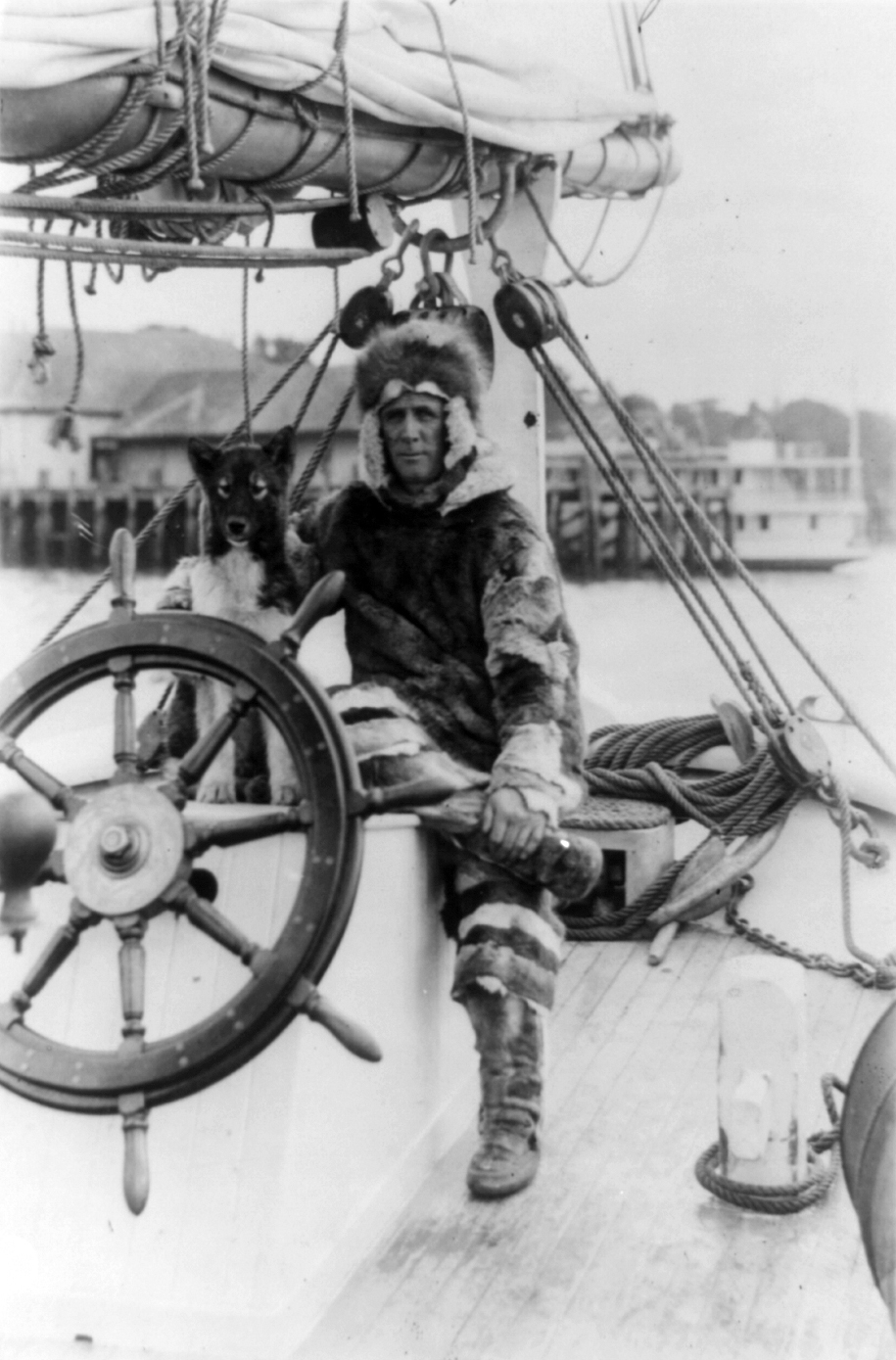
Donald B. MacMillan na pokładzie szkunera „Bowdoin” ok. 1922

Ostatni rok I wojny światowej spędził w amerykańskiej marynarce, po czym ponownie wyruszył do Arktyki. W 1921 r. na szkunerze „Bowdoin” (nazwanym tak na cześć uczelni MacMillana) wypłynął w kierunku Ziemi Baffina. Ekspedycja, która zimowała w Arktyce, stała się słynna dzięki temu, że jako pierwsza użyła krótkofalowej amatorskiej radiostacji o znaku wywoławczym WNP („Wireless North Pole”) do utrzymania stałej łączności ze światem. Jesienią 1926 r. wyruszył ponownie z grupą kilku naukowców badać florę i faunę Grenlandii i Półwyspu Labradorskiego. Podczas tej ekspedycji odnalazł na Sculpin Island, dwadzieścia mil od osady Nain na Labradorze, ślady osadnictwa normańskiego sprzed blisko tysiąca lat.
Podczas II wojny światowej pracował w amerykańskiej służbie hydrograficznej. Po wojnie kontynuował swe wyprawy arktyczne, dzieląc czas między badania obszarów polarnych i wspieranie założonej przez siebie w 1929 r. MacMillan-Moravian School. Ostatnią wyprawę odbył w 1957 r., mając 82 lata.
Został pochowany w rodzinnym Provincetown.